# ماريون كامينغز
ماريون كامينغز (بالإنجليزية: Marion Cummings)‏ هي كاتِبة وشاعرة أمريكية، ولدت في 1876، وتوفيت في 1926.